# Loris (Carolina del Sur)
Loris es una ciudad situada en el estado de Carolina del Sur, en los Estados Unidos.En el Condado de Horry. La ciudad en el año 2000 tiene una población de 2 079 habitantes en una superficie de 8.1 km², con una densidad poblacional de 258.1 personas por km². 

## Geografía
Loris se encuentra ubicada en las coordenadas 34°3′32″N 78°53′28″O / 34.05889, -78.89111. Según la Oficina del Censo, la ciudad tiene un área total de 8,1 km² (3,1 mi²), de la cual 8,1 km² (3,1 mi²) es tierra y 0 km² (0 mi²) es agua.

## Demografía
En el 2000 la renta per cápita promedia del hogar era de $26 250, y el ingreso promedio para una familia era de $30 036. El ingreso per cápita para la localidad era de $13.779. En 2000 los hombres tenían un ingreso per cápita de $25 750 contra $17 180 para las mujeres. Alrededor del 28.80 % de la población estaba bajo el umbral de pobreza nacional. 

## Barrios
- Allsbrook
- Daisy
- Cherry Hill
- Finklea
- Live Oak
- Fox Bay
- Flag Patch
- Twin Cities
- Dogwood Hill
- Green Sea
- Longs
- Cedar Branch
- Sweet Home
- Mount Vernon
- Mount Zion
- Camp Swamp
- Buck Creek
- Long Bay
- Freemont
- Sandridge
- Mount Leon
- Red Bluff
- Mount Calvary
- Lawndale
- Oakdale
- Porters Bay
- Cane Branch
- Princeville
- Bennett Town
- Bayboro
- Gurley
- Bear Grass
- Shell
- Playcard
- Pleasant Meadow
- Goretown

### Localidades adyacentes
El siguiente diagrama muestra a las localidades en un radio de 32 kilómetros (19,9 mi) de Loris.